# Cypripedium
Genre
Classification phylogénétique
Cypripedium est un genre de la famille des Orchidaceae (Orchidées) et de la sous-famille des Cypripedioideae. Ce sont des plantes à rhizome, aux feuilles alternes bien développées le long de la tige, aux grandes fleurs solitaires, à pollen granuleux visqueux, à labelle en forme de sabot. On les rencontre principalement dans la région circumboréale. On en connaît une quarantaine d'espèces.
En Europe et Afrique (Algérie) ce genre n'est représenté que par le sabot de Vénus (Cypripedium calceolus).
En Amérique du Nord, plusieurs espèces sont présentes comme Cypripedium reginae (rose et blanc), Cypripedium parviflorum var. parviflorum, son cousin Cypripedium parviflorum pubescens (ressemblant beaucoup au Cypripedium calceolus européen), Cypripedium acaule, Cypripedium candidum, etc. Depuis quelques années, des croisements sont réalisés pour donner des plantes beaucoup plus résistantes à la culture domestique.
Avec les genres Paphiopedilum, Mexipedium et Phragmipedium originaires des régions tropicales, elles partagent le même type de fleur aux caractères considérés comme primitifs.

## Répartition

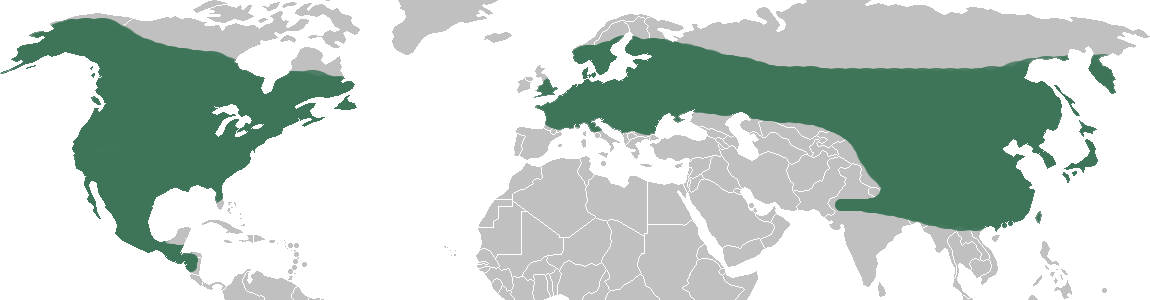

Les espèces du genre Cypripedium ont une répartition essentiellement circumboréale.

## Étymologie
Du grec pedion = chausson, et du latin Cypria, surnom de Vénus : chausson de vénus, en référence à la forme des fleurs de ce taxon.

## Espèces
- Cypripedium acaule Aiton : Cypripède acaule, en anglais : Mocassin Flower, Two-leaved Lady's-slipper (C. & E. Canada, NC. & E.USA).
- Cypripedium agnicapitatum (Mandchourie) = Cypripedium × ventricosum
- Cypripedium ×alaskanum (Cypripedium guttatum × Cypripedium yatabeanum) (Alaska).
- Cypripedium ×andrewsii A.M.Fuller (Cypripedium candidum × Cypripedium parviflorum var. pubescens) (E. Canada, NC. & NE.USA).
- Cypripedium arietinum Ait.f., en anglais : Ram's head lady's Slipper (C. & E. Canada, NC. & NE.USA).
- Cypripedium bardolphianum (Chine) 
  - Cypripedium bardolphianum var. bardolphianum (Chine)
  - Cypripedium bardolphianum var. zhongdianense (Chine). Rhizome géophyte
- Cypripedium calceolus L. - sabot de Vénus (Eurasie)
- Cypripedium calcicolum (Chine)
- Cypripedium californicum Gray, en anglais : California Lady's Slipper (Orégon, Californie du Nord).
- Cypripedium candidum Muhl. ex Willd., en anglais : Small White Lady Slipper (SE. Canada, NC. & E.USA).
- Cypripedium ×catherinae (Cypripedium macranthos × Cypripedium shanxiense) (Extrême-Orient russe).
- Cypripedium cheniae (Chine).
- Cypripedium ×columbianum (Cypripedium montanum × Cypripedium parviflorum var. pubescens) (O. Canada, NO.USA)
- Cypripedium cordigerum, en anglais : Heart-shaped Lip Cypripedium (N. Pakistan, jusqu'à l'Himalaya, S. Tibet).
- Cypripedium debile, en anglais : Frail Cypripedium (Japon, Taiwan, Chine)
- Cypripedium dickinsonianum (Du Mexique (S. Chiapas) au Guatemala).
- Cypripedium elegans (E. Népal, jusqu'à la Chine)
- Cypripedium fargesii (Chine)
- Cypripedium farreri (Chine) )
- Cypripedium fasciculatum Kellogg ex S.Wats., en anglais : Brownie Lady's-slipper, Clustered Lady's-slipper (O.USA).
- Cypripedium fasciolatum (Chine).
- Cypripedium ×favillianum J.T.Curtis
- Cypripedium flavum : ou cypripède jaune (SE. Tibet, SC. Chine)
- Cypripedium formosanum, en anglais : Beautiful Cypripedium, Formosa's Lady's Slipper (C. Taiwan).
- Cypripedium forrestii (Chine).
- Cypripedium franchetii :  ou cypripède de Franchet (C. & SC. Chine).
- Cypripedium froschii (Chine).
- Cypripedium guttatum Sw., en anglais : Spotted Lady's Slipper (Russie européenne, jusqu'à la Corée, l'Alaska, jusqu'à Yukon).
- Cypripedium henryi : ou cypripède d'Henry (C. Chine).
- Cypripedium himalaicum (Du SE. Tibet à l'Himalaya).
- Cypripedium irapeanum : ou orchidée-pélican, Irapeao Cypripedium (Du Mexique au Honduras).
- Cypripedium japonicum : cypripède du Japon (Chine, Corée, Japon).
- Cypripedium kentuckiense C.F.Reed : cypripède du Kentucky (C. & E.USA).
- Cypripedium ×landonii Gray
- Cypripedium lentiginosum (Chine).
- Cypripedium lichiangense (Chine (SO. Sichuan, NO. Yunnan), NE. Birmanie).
- Cypripedium ludlowii (SE. Tibet).
- Cypripedium macranthos : ou sabot de Vénus à grandes fleurs (De l'est de la Biélorussie à l'Extrême-Orient asiatique tempéré).
- Cypripedium margaritaceum : (Chine)
- Cypripedium micranthum (Chine).
- Cypripedium molle (Mexique).
- Cypripedium montanum Dougl. ex Lindl. : (De l'Alaska à la Californie).
- Cypripedium morinanthum (Mandchourie).
- Cypripedium neoparviflorum (Mandchourie).
- Cypripedium palangshanense (Chine).
- Cypripedium parviflorum Salisb. (Canada, E.USA). 
  - Cypripedium parviflorum var. parviflorum (Canada, E.USA). Rhizome géophyte
  - Cypripedium parviflorum var. pubescens : (Amérique du Nord). Rhizome géophyte
- Cypripedium passerinum Richards. : (De l'Alaska au Canada, Montana).
- Cypripedium plectrochilum (De la Birmanie du Nord au centre-sud de la Chine).
- Cypripedium pubescens Willd.
- Cypripedium reginae Walter (C. & E. Canada, NC. & E.USA). : Cypripède royal
- Cypripedium roseum (Mandchourie).
- Cypripedium rubronerve (Chine).
- Cypripedium segawai (EC. Taiwan).
- Cypripedium shanxiense (De la Chine au N. Japon).
- Cypripedium sichuanense (Chine).
- Cypripedium sinapoides (Mandchourie).
- Cypripedium subtropicum (SE. Tibet).
- Cypripedium taibaiense (Chine).
- Cypripedium tibeticum (Du Sikkim au centre de la Chine).
- Cypripedium × ventricosum (Cypripedium calceolus × Cypripedium macranthos)(Russie to Corée).
- Cypripedium wardii (SE. Tibet, Chine).
- Cypripedium ×wenqingiae (Cypripedium farreri × Cypripedium tibeticum) (Chine).
- Cypripedium wumengense (Chine).
- Cypripedium yatabeanum (De l'Extrême-Orient russe au nord du Japon, îles Aléoutiennes et SE. Alaska).
- Cypripedium yunnanense (SE. Tibet, Chine)